# Woleu
Woleu es un departamento de la provincia de Woleu-Ntem en Gabón. En octubre de 2013 presentaba una población censada de 74 403 habitantes. Su chef-lieu es Oyem, que también es el centro administrativo de la provincia.
Se encuentra ubicado en el norte del país y su territorio es fronterizo por el oeste con Guinea Ecuatorial. Recibe su nombre por ubicarse en el curso alto del río Mbini, que en esta zona se conoce como "río Woleu".

## Subdivisiones
Contiene siete subdivisiones de tercer nivel (población en 2013):
- Distrito de Oyem 1 (29 747 habitantes)
- Distrito de Oyem 2 (30 938 habitantes)
- Cantón de Bissok (2072 habitantes)
- Cantón de Ellelem (2820 habitantes)
- Cantón de Kyé (2635 habitantes)
- Cantón de Nyè (3048 habitantes)
- Cantón de Woleu (3143 habitantes)

Los distritos de Oyem 1 y Oyem 2 son subdivisiones de la ciudad de Oyem, que forma una comunidad urbana con una población total de 60 685 habitantes.